# Prevrasjtsjenije
Prevrasjtsjenije (russisk: Превращение) er en russisk spillefilm fra 2002 af Valerij Fokin.

## Medvirkende
- Jevgenij Mironov som Gregor Zamza
- Igor Kvasja
- Tatjana Lavrova
- Natalja Sjvets
- Avangard Leontjev